# August Schlettwein (Politiker)

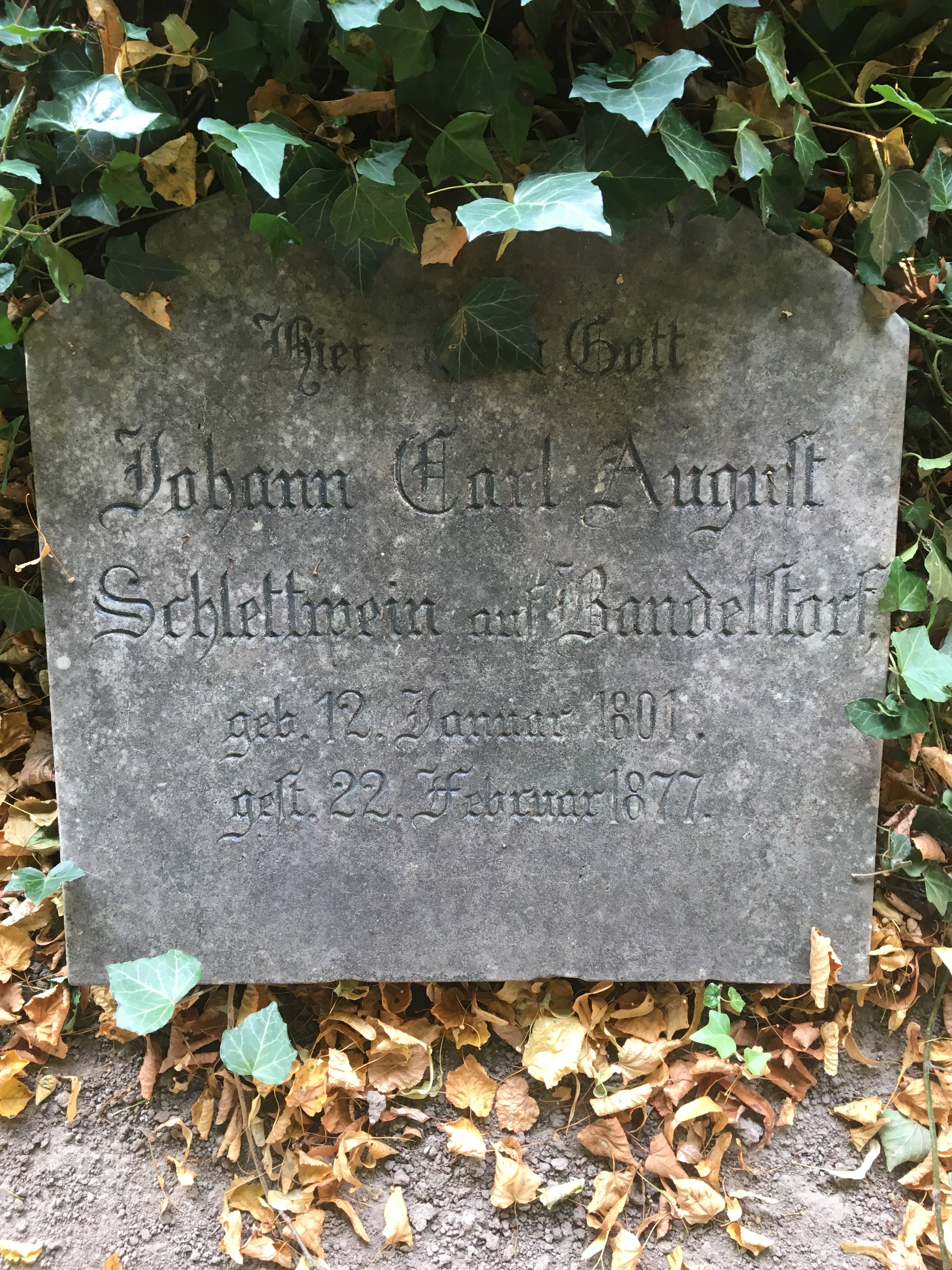
Grabstein in Petschow

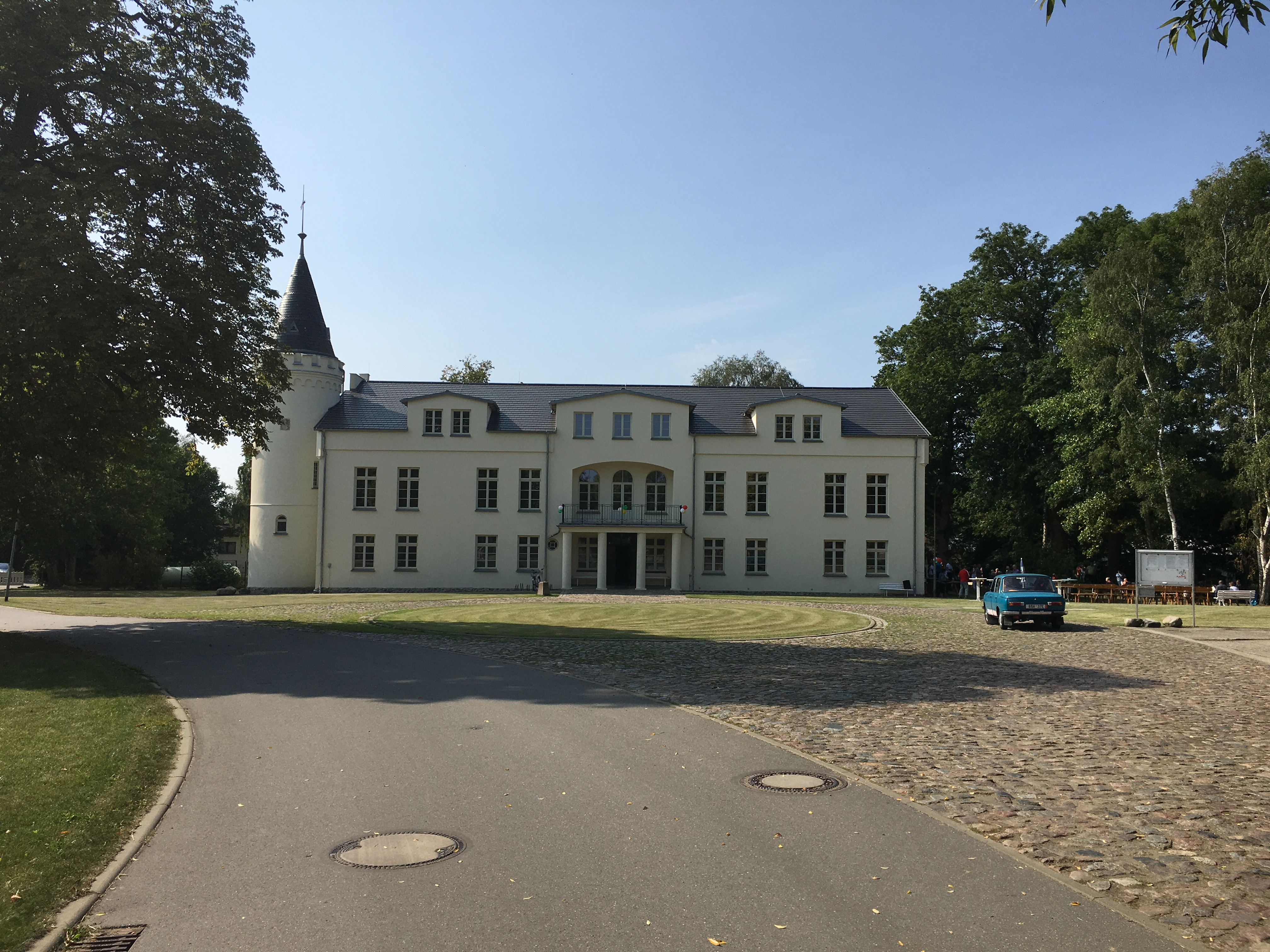
Gutshaus Bandelstorf (2016)

Johann August Carl Schlettwein (* 12. Januar 1801 in Dahlen; † 22. Februar 1877 in Rostock) war ein mecklenburgischer Rittergutsbesitzer und Mitglied des Vorparlaments.

## Leben
August Schlettwein war ein Sohn des Gutsbesitzers Carl Wilhelm Friedrich August Schlettwein (1778–1803) und dessen Frau Johanna, geb. von Weigel. Johann August Schlettwein war sein Großvater.
Schlettwein studierte Rechtswissenschaften in Göttingen und Heidelberg. Er war 1830 Amtsauditor in Feldberg.
Seit 1827 besaß er das Rittergut Bandelstorf. Schlettwein gehörte zu einer Gruppe von bürgerlichen landtagsfähigen Gutsbesitzern, die ab 1838 lange um gleiche Rechte mit den in der ständischen Regierung privilegierten adligen Mitgliedern der Ritterschaft stritten. Vom 28. März bis 4. April 1843 gab es erfolglose Verhandlungen zwischen von Bassewitz auf Schimm, von Bernstorff auf Wedendorf, von Lowtzow auf Klaber, Jasper von Oertzen auf Leppin einerseits sowie Schlettwein, Dencker auf Knegendorf, Hans Carl Peter Manecke auf Vogelsang und Stever auf Wustrow andererseits.
1848 wurde er Mitglied des Vorparlaments in Frankfurt am Main, in dem die Wahl der Frankfurter Nationalversammlung vorbereitet wurde.
Er war verheiratet mit (Henriette) Helene, geb. Levenhagen (1807–1874). Der Jurist Carl Schlettwein war einer seiner Söhne.
Als Besitzer von Bandelstorf war August Schlettwein Mit-Patron der Kirche Dorfkirche Petschow und wurde auf ihrem Kirchhof begraben.